# 제32회 베를린 국제 영화제
제32회 베를린 국제 영화제는 1982년 2월 12일에 열린 시상식이다.

## 수상 및 후보

### 황금곰상
- 베로니카 포스의 갈망 - 라이너 베르너 파스빈더 수상

### 은곰상:심사위원상
- 쓰리 몽크스 - 정다 서 수상

### 은곰상:감독상
- 마퀴즈 오브 그릴로 - 마리오 모니첼리 수상

### 은곰상:여자연기자상
- 온 프러베이션 - 카트린 사스 수상

### 은곰상:남자연기자상
- 스트레인지 어페어 - 미셀 피콜리 수상
- 천사의 분노, 복수의 천사들 - 스텔란 스카스가드 수상

### 황금곰상:단편영화상
- 퍼핏, 어 프랜드 오브 맨 - 이반 렌크 수상

### 은곰상:공헌상
- 레퀴엠 - 졸탄 파브리 수상

### 베를린카메라상
- James Stewart 수상